# Universidad de Ciencias Médicas de Pinar del Río
La Universidad de Ciencias Médicas de Pinar del Río (también llamada Facultad de Medicina de Pinar del Río "Dr Ernesto Guevara de la Serna") es una universidad de medicina localizada en Pinar del Río, Cuba.
Fue fundada en 1968, por Fidel Castro. 

## Facultades
Se encuentra dividida en cuatro facultades: 
- Medicina
- Estomatología
- Licenciatura en Enfermería
- Tecnologías de la Salud